# Arrondissements de Madrid
La ville de Madrid, capitale de l'Espagne, est divisée en vingt-et-un arrondissements (distritos), subdivisés en 128 quartiers (barrios).

## Histoire
La ville de Madrid, qui s'étend alors sur une surface bien plus réduite qu'aujourd'hui, est divisée en dix arrondissements en 1902. Après l'annexion de treize municipalités entre 1948 et 1951, un nouveau découpage administratif en douze arrondissements d'Arganzuela-Villaverde, Buenavista, Carabanchel, Centre, Chamartín, Chamberí, Latina, Retiro-Mediodía, Tetuán, Universidad, Vallecas et Ventas est mis en place en 1955.
En 1970, une nouvelle organisation est instaurée. Les démarcations des arrondissements suivent pour l'essentiel le tracé des grandes artères de la ville. Le noyau central est divisé en sept arrondissements du Centre, d'Arganzuela, du Retiro, de Salamanca, de Chamartín, de Tetuán et de Chamberí. Les onze autres regroupent les quartiers périphériques : Fuencarral-El Pardo, Moncloa, Latina, Carabanchel, Villaverde, Mediodía, Vallecas, Moratalaz, Ciudad Lineal, San Blas-Canillejas et Hortaleza. 
Une fois la transition politique terminée et les premiers conseils municipaux démocratiquement élus en 1979, un plan général d'urbanisme est approuvé en 1985. La volonté de lutter contre la ségrégation sociale et fonctionnelle et de rendre l'administration municipale plus efficace conduit à l'adoption d'un nouveau découpage le 27 mars 1987, qui entre en vigueur le 1er juillet 1988. Il s'agit de décentraliser la gestion municipale, de reconnaître sur le plan administratif des réalités territoriales différenciées et de rendre plus efficaces les services municipaux. Cela conduit à établir le nombre d'arrondissements à vingt-et-un, tout en maintenant le nombre de quartiers à cent vingt-huit. Usera est séparé de Villaverde, Barajas d'Hortaleza, Vicálvaro de Moratalaz, Vallecas est divisé en deux (Puente de Vallecas et Villa de Vallecas), alors que Mediodía disparaît.

## Liste
1. Centre: Palacio, Embajadores, Cortes, Justicia, Universidad, Sol.
2. Arganzuela: Imperial, Las Acacias, Chopera, Legazpi, Delicias, Palos de la Frontera, Atocha.
3. Retiro: Pacífico, Adelfas, Estrella, Ibiza, Jerónimos, Niño Jesús.
4. Salamanca: Recoletos, Goya, Fuente del Berro, Guindalera, Lista, Castellana.
5. Chamartín: El Viso, Prosperidad, Ciudad Jardín, Hispanoamérica, Nueva España, Pza. Castilla.
6. Tetuán: Bellas Vistas, Cuatro Caminos, Castillejos, Almenara, Valdeacederas, Berruguete.
7. Chamberi: Gaztambide, Arapiles, Trafalgar, Almagro, Vallehermoso, Ríos Rosas.
8. Fuencarral-El Pardo: El Pardo, Fuentelarreina, Peñagrande, Barrio del Pilar, La Paz, Valverde, Mirasierra, El Goloso.
9. Moncloa-Aravaca: Casa de Campo, Argüelles, Ciudad Universitaria, Valdezarza, Valdemarín, El Plantío, Aravaca.
10. Latina: Los Cármenes, Puerta del Ángel, Lucero, Aluche, Las Águilas, Campamento, Cuatro Vientos.
11. Carabanchel: Comillas, Opañel, San Isidro, Vista Alegre, Puerta Bonita, Buenavista, Abrantes.
12. Usera: Orcasitas, Orcasur, San Fermín, Almendrales, Moscardó, Zofio, Pradolongo.
13. Puente de Vallecas: Entrevías, San Diego, Palomeras Bajas, Palomeras Sureste, Portazgo, Numancia.
14. Moratalaz: Pavones, Horcajo, Marroquina, Media Legua, Fontarrón, Vinateros.
15. Ciudad Lineal: Ventas, Pueblo Nuevo, Quintana, La Concepción, San Pascual, San Juan Bautista, Colina, Atalaya, Costillares.
16. Hortaleza: Palomas, Valdefuentes, Canillas, Pinar del Rey, Apóstol Santiago, Piovera.
17. Villaverde: San Andrés, San Cristóbal, Butarque, Los Rosales, Los Ángeles (Villaverde).
18. Villa de Vallecas: Casco Histórico de Vallecas, Santa Eugenia.
19. Vicálvaro: Casco Histórico de Vicálvaro, Ambroz.
20. San Blas-Canillejas: Simancas, Hellín, Amposta, Arcos, Rosas, Rejas, Canillejas, Salvador.
21. Barajas: Alameda de Osuna, Aeropuerto, Casco Histórico de Barajas, Timón, Corralejos.